# Gare de La Verrière
Gare de La Verrière vasútállomás Franciaországban, La Verrière településen.

## Vasútvonalak
Az állomást az alábbi vasútvonalak érintik:
- Párizs–Brest-vasútvonal

## Kapcsolódó állomások
A vasútállomáshoz az alábbi állomások vannak a legközelebb:
- Gare de Coignières (Gare de Rambouillet, Párizs–Brest-vasútvonal, Transilien N)
- Gare de Trappes (Paris Gare Montparnasse, Párizs–Brest-vasútvonal, Transilien N)
- Gare de Trappes (Gare de la Défense, Transilien U)